# Dermot Doyle
Dermot Patrick Doyle (* um 1898 in Dublin; † unbekannt) war ein irischer Fußballspieler.

## Karriere
Doyle spielte in Dublin spätestens ab 1917 für den Olympia FC in der Leinster Senior League, im Mai 1918 unterlag er mit dem Team im Finale um den Irish Junior Cup nach Wiederholungsspiel mit 0:1 gegen Raglan. 1920 schloss er sich dem amtierenden gesamtirischen Pokalsieger und Stadtrivalen Shelbourne FC an. Im Juli 1921 wechselte er in die walisische Sektion der Southern League zum FC Pontypridd, dabei verpflichtete Pontypridds Trainer Peter O’Rourke neben Doyle mit dem Torhüter Walsh, dem Verteidiger Frank McGloughlin und dem Außenläufer Watson vier Spieler von Shelbourne, nach den damaligen Regularien war zudem keine Ablösezahlung notwendig. Nachdem er bei Pontypridd nach Pressemeinung mit „klugen Auftritten im Fürstentum die Aufmerksamkeit von vielen führenden Klubs auf sich zog“, gehörte Percy Lewis, Trainer des englischen Zweitdivisionärs Hull City, im Halbfinale des Welsh Cups zu den Zuschauern. Zwar unterlag Doyle mit Pontypridd dabei mit 0:2 gegen Cardiff City, Hull verpflichtete den Linksaußen dennoch kurz darauf.
Von der Presse wurde er anlässlich seines Wechsels als „attraktiven Fußball spielend“ und als „schneller Rechtsaußen [sic!]“ charakterisiert. Ursprünglich sollte er bereits Ende April gegen Leeds United im Hull Hospital Cup auflaufen, da er aber bei Shelbourne noch als Spieler registriert war, musste Hull auch in Irland Transfermodalitäten aushandeln, sodass Doyle erstmals am letzten Spieltag der Zweitligasaison 1921/22 im Heimspiel gegen die Wolverhampton Wanderers auflaufen konnte. Dabei bereitete er den Treffer zum 2:0-Endstand durch Thomas Eccles, der ebenfalls debütierte, vor. In der folgenden Spielzeit 1922/23 gehörte Doyle an drei der ersten sechs Spieltage als linker Außenstürmer zum Aufgebot, nach der Verpflichtung des Schotten Alec Thom blieb Doyle zumeist auf Einsätze im Reserveteam beschränkt, seine letzten beiden Auftritte absolvierte er im Frühjahr 1923 unter Lewis' Nachfolger Billy McCracken als Ersatzmann für Robert Coverdale auf der Position des linken Außenläufers.
Im August 1925 war er zurück beim Shelbourne FC, dabei wurde ihm nachgesagt „über die letzten Spielzeiten vom Pech verfolgt“ gewesen zu sein und neben Hull wird auch ein zwischenzeitlicher Aufenthalt in Rotherham erwähnt. Bei Shelbourne finden sich in der Folge aber nur S. Doyle und C. Doyle in Mannschaftsaufstellungen.